# Charlie staubt Millionen ab
Charlie staubt Millionen ab (Originaltitel: The Italian Job) ist eine britische Filmkomödie, die 1969 unter der Regie von Peter Collinson entstand.

## Handlung
Nach seiner Haftentlassung plant der Meisterdieb Charlie Croker mit Hilfe des alternden Gauners Bridger einen Goldraub in Turin. Bei der Umsetzung sollen sowohl die italienische Polizei als auch die örtliche Mafia durch ein spektakuläres Verkehrschaos in die Irre geführt werden. In präparierten Minis und mit Hilfe eines Computerexperten gelingt es der Bande schließlich, zu entkommen.
Mit einem Bus fliehen sie über die Alpen und feiern schon ihren Triumph, als das Gefährt durch einen Fahrfehler von der Straße abkommt. Das Heck des Busses, in dem sich auch das Gold befindet, schwebt über dem Abgrund, und die Truppe versucht, durch geschicktes Ausbalancieren an die Goldbarren zu kommen. Doch je näher Charlie zu den Goldbarren robbt, desto weiter rutschen sie nach hinten. Schließlich dreht er sich um und ruft: „Jungs, bleibt ruhig so stehen, ich habe eine tolle Idee!“. Mit diesem Cliffhanger endet der Film.

## Rezeption
Die Kritiken bewerten Charlie staubt Millionen ab zumeist positiv. So vergeben die gesammelten Kritiken auf Rotten Tomatoes eine Wertung von 7,5 von 10 Punkten aus 33 Kritiken; diese ergeben bei 27 positiven Kritiken und 6 negativen ein Rating von 82 Prozent.

„Obwohl bei uns kaum bekannt, ist ‚The Italian Job‘ in England ein Kultfilm. Nicht nur die lockere Handlung macht ihn dazu, sondern auch die kultigen Fluchtfahrzeuge – drei Mini-Cooper – tragen viel dazu bei. Eigentlich ein 33 Jahre alter Geheimtipp!“

„Britisches Understatement in Reinform ist dieser Klassiker mit Michael Caine in der legendären Rolle des Ganoven Charlie Croker, der mit seiner Mini-Cooper-Verfolgungsjagd Filmgeschichte schrieb. Im Laufe der Planung des ‚Italian Job‘, die etwa zwei Drittel des Films einnimmt, werden rund ein Dutzend Charaktere vorgestellt, bis es zum spektakulären und atemberaubend komischen Coup und der Jagd mit den kleinen schnellen Autos über Dächer, Treppen und durch italienische Gassen kommt.“

„[…] gutes Spannungs- und Actionkino mit einem furiosen Finale, aber psychologisch wenig stimmig.“

„Unterhaltsame, anspielungsreiche Kriminalsatire mit Sinn für Selbstpersiflage.“

„Der mit Schwung inszenierte Film ist für Erwachsene eine nicht enttäuschende Unterhaltung, für Jugendliche sind wegen mangelnder Distanzierungsmöglichkeiten Bedenken angebracht.“

## Auszeichnungen
1970 wurde The Italian Job in der Kategorie Bester ausländischer Film für einen Golden Globe nominiert.
Das British Film Institute wählte Charlie staubt Millionen ab im Jahre 1999 auf Platz 36 der besten britischen Filme aller Zeiten. Im Jahr 2004 wurde der Film bei einer Umfrage des Filmmagazins Total Film auf Platz 27 der besten britischen Filme aller Zeiten gewählt.

## Sonstiges
- Das Verkehrschaos in der Turiner Innenstadt wurde bewusst provoziert, da eine gestellte Szene aufgrund des hohen Verkehrsaufkommens zu teuer gewesen wäre.
- Eine geplante Fortsetzung sollte, neben der Rettung der Bande durch die Mafia, einen erneuten Wettstreit um das geraubte Gold zeigen. Da aber der Film in den Vereinigten Staaten nur wenig Aufmerksamkeit erhielt, lehnte Paramount Pictures mögliche Fortsetzungen strikt ab. Michael Caine führte dies auf unzureichende Werbung und eine schlechte Vermarktung zurück.
- Für Noël Coward war dies der letzte Auftritt als Schauspieler. In einer Nebenrolle ist auch Michael Caines Bruder Stanley Caine zu sehen.
- Ein großer Teil der Fluchtszene in Turin wurde später in Ausschnitten für die dritte Folge der ersten Staffel von MacGyver, Die Diebin von Budapest, verwendet.
- Ein Video- und Computerspiel, das auf dem Original von 1969 basiert, wurde im Jahr 2001 für die PAL-basierende PlayStation veröffentlicht und in Nordamerika für PlayStation und als Computerspiel für Microsoft Windows 2002 herausgebracht. Das Spiel bietet einen Story-Modus zum Film und einem Multiplayer-Modus, in welchem der Spieler durch unterschiedliche Bereiche von London und Turin fährt. Der Spieler kann innerhalb eines Sandbox-Modus frei umherfahren und dabei aus einer Palette von Autos wie dem berühmten Mini auswählen.
- Unter dem Titel The Italian Job – Jagd auf Millionen erschien 2003 eine Neuverfilmung mit Mark Wahlberg, Charlize Theron und Donald Sutherland, deren Inhalt aber stark von der Vorlage abweicht.
- Im August 2004 wurde eine Limited Edition DVD-Box veröffentlicht, die dieses Original sowie das Remake beinhaltet.